# Seuneubok Rambong (Nurussalam)
Seuneubok Rambong is een bestuurslaag in het regentschap Aceh Timur van de provincie Atjeh, Indonesië. Seuneubok Rambong telt 289 inwoners (volkstelling 2010).